# Uscita del Regno Unito dall'Unione europea
L'uscita del Regno Unito dall'Unione europea, nota più comunemente come Brexit (/brɛksɪt, brɛɡzɪt/; sincrasi formata dall'inglese Britain, termine usato per indicare il "Regno Unito", ed exit, "uscita"), è stata il processo che ha posto fine all'adesione del Regno Unito all'Unione europea, secondo le modalità previste dall'articolo 50 del Trattato sull'Unione europea, come conseguenza del referendum sulla permanenza del Regno Unito nell'Unione europea, tenutosi il 23 giugno 2016, in cui il 51,89% degli elettori britannici ha votato per lasciare l'UE mentre il 48,11% ha votato per rimanere nell'UE. Il governo britannico ha formalmente annunciato il ritiro del paese a marzo 2017, avviando i negoziati di recesso. L'uscita è inizialmente stata ritardata dal parlamento britannico e dal disaccordo su alcuni punti nei negoziati con l'Unione europea.
A seguito delle elezioni generali del 2019, il Parlamento ha ratificato l'accordo di recesso e il Regno Unito ha lasciato l'UE alle 23:00 GMT del 31 gennaio 2020. Ciò ha dato inizio a un periodo di transizione che si è concluso il 31 dicembre 2020, durante il quale il Regno Unito e l'UE hanno negoziato le loro relazioni future. Durante il periodo di transizione, il Regno Unito è rimasto soggetto al diritto dell'UE ed è rimasto parte dell'unione doganale e del mercato unico dell'UE, senza però fare più parte degli organi o delle istituzioni politiche dell'UE. Con la fine del periodo di transizione, i rapporti fra Regno Unito e UE hanno iniziato ad essere regolati dall'accordo sottoscritto il 24 dicembre 2020, che prevede pesanti limitazioni allo spostamento di persone, nonché dichiarazioni doganali per le merci, mentre non regola i servizi finanziari, tagliando di fatto le aziende della City londinese fuori dal mercato comune.
Il ritiro è stato sostenuto dagli euroscettici e contrastato dai filo-europei, con ambedue le aree politiche. Il Regno Unito ha aderito alle Comunità europee (CE) - principalmente alla Comunità economica europea (CEE) - nel 1973 e la sua adesione continuata è stata approvata con un referendum del 1975. Negli anni '70 e '80, il ritiro dalla CE fu sostenuto principalmente dalla sinistra politica, ad esempio nel manifesto elettorale del Partito Laburista del 1983. Il trattato di Maastricht del 1992 ha fondato l'UE, ma non è stato sottoposto a referendum. L'ala euro-scettica del Partito Conservatore condusse una ribellione sulla ratifica del trattato e, con il Partito per l'Indipendenza del Regno Unito (UKIP) e la campagna del Partito Popolare, fecero pressioni sul primo ministro conservatore David Cameron affinché tenesse un Referendum sulla permanenza del Regno Unito nell'Unione europea, che si è tenuto a giugno 2016. Cameron, che aveva fatto una campagna elettorale per rimanere nella UE, si dimise dopo il risultato e gli succedette Theresa May.
Il 29 marzo 2017 il governo del Regno Unito ha avviato formalmente il processo di ritiro invocando l'articolo 50 del trattato sull'Unione europea con il permesso del Parlamento. Nel mese di giugno 2017 May ha convocato delle elezioni generali, che ha portato a un governo di minoranza conservatrice sostenuto dal Partito Unionista Democratico (DUP). I negoziati di ritiro tra Regno Unito e UE sono iniziati alla fine del mese. Il Regno Unito ha negoziato l'uscita dall'unione doganale e dal mercato unico dell'UE. Ciò ha comportato l'accordo di recesso del novembre 2018, ma il parlamento britannico ha votato contro la ratifica tre volte. Il partito laburista desiderava qualsiasi accordo per mantenere un'unione doganale, mentre molti conservatori si opponevano alla soluzione finanziaria dell'accordo, nonché al "backstop irlandese" progettato per impedire i controlli alle frontiere tra l'Irlanda del Nord e la Repubblica d'Irlanda. I Liberal Democratici, il Partito Nazionale Scozzese (SNP) e altri hanno cercato di invertire la Brexit attraverso un secondo referendum proposto.
Nel marzo 2019 il parlamento britannico ha votato contro May per chiedere all'UE di ritardare la Brexit fino ad aprile, e successivamente a ottobre. Non avendo ottenuto l'approvazione del suo accordo, May si è dimessa da primo ministro a luglio ed è stata sostituita da Boris Johnson. Egli ha cercato di sostituire parti dell'accordo e ha promesso di lasciare l'UE entro la nuova scadenza. Il 17 ottobre 2019 il governo britannico e l'UE hanno concordato un accordo di ritiro riveduto, con nuovi accordi per l'Irlanda del Nord. Il Parlamento approvò l'accordo per un ulteriore controllo, ma rifiutò di passarlo in legge prima della scadenza del 31 ottobre e costrinse il governo (attraverso il "Benn Act") a chiedere un terzo ritardo sulla Brexit. Il 12 dicembre si sono quindi svolte le elezioni politiche anticipate. I conservatori hanno vinto una larga maggioranza in quelle elezioni, con Johnson che ha dichiarato che il Regno Unito avrebbe lasciato l'UE all'inizio del 2020. L'accordo di recesso è stato ratificato dal Regno Unito il 23 gennaio e dall'UE il 30 gennaio; è entrato in vigore il 31 gennaio.
Molti effetti della Brexit dipendono da quanto il Regno Unito sarà strettamente legato all'UE o dal fatto che il periodo di transizione si concluda senza un accordo ("Brexit senza accordo"). Opinione che gode di ampio consenso tra gli economisti è che la Brexit probabilmente danneggerà l'economia del Regno Unito e ridurrà il suo reddito pro capite reale a lungo termine e che il referendum stesso abbia danneggiato l'economia. È probabile che la Brexit riduca l'immigrazione dai paesi dello Spazio economico europeo (SEE) nel Regno Unito e rappresenta una sfida per l'istruzione superiore, la ricerca accademica e la sicurezza del Regno Unito. A seguito della Brexit, il diritto dell'UE e la Corte di giustizia dell'UE non hanno più la supremazia sulle leggi del Regno Unito o della sua Corte suprema, se non in misura temporanea. La legge dell'Unione europea (di recesso) del 2018 mantiene il diritto dell'UE pertinente come legge nazionale, che il Regno Unito potrebbe quindi modificare o abrogare.

## La regolamentazione dell'uscita dall'Unione europea
Il ritiro di uno stato membro dall'Unione europea è regolato dall'articolo 50 del trattato sull'Unione europea. È stato originariamente redatto da Lord Kerr di Kinlochard, e introdotto dal Trattato di Lisbona, in vigore dal 2009, su insistenza del Regno Unito.
L'articolo afferma che qualsiasi stato membro può ritirarsi "conformemente ai propri requisiti costituzionali" notificando al Consiglio europeo la propria intenzione di farlo. La notifica innesca un periodo di negoziazione di due anni, in cui l'UE deve "negoziare e concludere un accordo con lo Stato di partenza, stabilendo le modalità per il suo ritiro, tenendo conto del quadro per le sue future relazioni con l'Unione europea". Se entro due anni non viene raggiunto un accordo, l'adesione termina senza un accordo, a meno che vi sia un accordo unanime di proroga tra tutti gli stati dell'UE, incluso quello di recesso.
Da parte dell'UE, l'accordo deve essere ratificato a maggioranza qualificata in seno al Consiglio europeo e dal Parlamento europeo.

## Contesto storico

### Rapporti tra Regno Unito e Unione europea

I Sei fondatori (blu) e i Sette esterni (verde) dell'integrazione europea nel 1961.

L’idea di un’unione dei paesi europei nacque nell'immediato dopoguerra dalla volontà di uscire dalla violenza del secondo conflitto mondiale, in nome di una stabilità economica del continente europeo. Il documento ufficiale che avrebbe poi concretizzato questa evoluzione politica in Europa dopo la seconda guerra mondiale fu discusso tra il presidente degli Stati Uniti Franklin Roosevelt ed il primo ministro britannico Winston Churchill sin dal 1941 sotto il nome di Carta Atlantica, e venne realizzato a guerra finita nel 1949 (Patto Atlantico).
I "Sei fondatori" firmarono il Trattato di Parigi nel 1951, istituendo la Comunità europea del carbone e dell'acciaio (CECA). La Conferenza di Messina del 1955 ritenne che la CECA fosse un successo e decise di estendere ulteriormente il concetto, portando così ai trattati di Roma del 1957 che istituirono la Comunità economica europea (CEE) e la Comunità europea dell'energia atomica (Euratom). Nel 1967, queste divennero note come le Comunità europee (CE). Il Regno Unito tentò di aderire nel 1963 e nel 1967, ma a queste domande fu posto il veto dal presidente della Francia, Charles de Gaulle.
Qualche tempo dopo le dimissioni di De Gaulle nel 1969, il Regno Unito fece domanda per l'adesione alle CE e il primo ministro conservatore Edward Heath firmò il Trattato di adesione nel 1972. Il Parlamento approvò la legge sulle Comunità europee più tardi quell'anno e il Regno Unito insieme alla Danimarca e all'Irlanda diventarono membri il 1º gennaio 1973.
Tuttavia, i rapporti tra il Regno Unito e l’Europa, fin dall'adesione alla Comunità economica europea (CEE) nel 1973, sono stati sempre caratterizzati da incertezze e ripensamenti.
Il Partito Laburista dell'opposizione vinse le elezioni generali del febbraio 1974 senza maggioranza e quindi contestò le successive elezioni generali dell'ottobre 1974 con l'impegno di rinegoziare le condizioni di adesione della Gran Bretagna alle CE, ritenendole sfavorevoli, e quindi tenere un referendum sul fatto di rimanere nella CE sui nuovi termini. I laburisti vinsero nuovamente le elezioni (questa volta con una piccola maggioranza) e nel 1975 il Regno Unito tenne il suo primo referendum nazionale, chiedendo se il Regno Unito dovesse rimanere nella CE. Nonostante una significativa divisione all'interno del partito laburista al potere, tutti i principali partiti politici e la stampa tradizionale sostennero l'adesione continua alle CE. Il 5 giugno 1975, il 67,2% dell'elettorato e tutti tranne due contee e regioni del Regno Unito votarono per rimanere.

Confronto dei risultati dei referendum del 1975 e del 2016

Il Partito Laburista fece una campagna elettorale per le elezioni generali del 1983, impegnandosi a ritirarsi dalle CE senza referendum. Dopo la pesante sconfitta in quelle elezioni, i laburisti cambiarono la propria politica. Nel 1985, il secondo governo di Margaret Thatcher ratificò l'Atto unico europeo, la prima grande revisione del Trattato di Roma, senza referendum.
Nell'ottobre 1990, sotto la pressione dei ministri e nonostante la profonda opposizione di Thatcher, il Regno Unito aderì agli Accordi europei di cambio (AEC), con la sterlina ancorata al marco tedesco. Thatcher si dimise da primo ministro il mese successivo, tra le divisioni del Partito Conservatore derivanti in parte dalle sue opinioni sempre più euro-scettiche. Il Regno Unito e l'Italia furono costretti a ritirarsi dall'AEC nel settembre 1992, dopo che la sterlina inglese e la lira subirono pressioni dalle speculazioni valutarie ("mercoledì nero").
Ai sensi del trattato di Maastricht, le CE sono divenute l'UE il 1º novembre 1993 riflettendo l'evoluzione dell'organizzazione da un'unione economica in un'unione politica. Danimarca, Francia e Irlanda hanno tenuto referendum per ratificare il Trattato di Maastricht. In conformità con la convenzione costituzionale britannica, in particolare quella della sovranità parlamentare, la ratifica nel Regno Unito non era soggetta all'approvazione mediante referendum. Nonostante ciò, lo storico costituzionale britannico Vernon Bogdanor ha scritto che esisteva "una chiara logica costituzionale per richiedere un referendum" perché, sebbene i parlamentari siano incaricati del potere legislativo dall'elettorato, non sono autorizzati a trasferire tale potere. Inoltre, poiché la ratifica del trattato era nei manifesti dei tre principali partiti politici, gli elettori contrari alla ratifica non avevano modo di esprimerlo. Per Bogdanor, mentre la ratifica da parte della Camera dei Comuni poteva essere legale, non sarebbe stata legittima, poiché richiedeva il consenso popolare. Questo deficit democratico percepito ha portato direttamente alla formazione del Partito Referendario e del Partito per l'Indipendenza del Regno Unito.
Con il governo laburista di Tony Blair e, poi, di Gordon Brown, sembrò aprirsi un periodo di distensione, ma le pressioni antieuropeiste interne tornarono alla ribalta negli anni seguenti, con il Partito Conservatore di nuovo al potere.

### Aumento dell'euroscetticismo
Thatcher, che aveva precedentemente sostenuto il mercato comune e l'Atto unico europeo, nel discorso di Bruges del 1988 aveva messo in guardia contro "un super-stato europeo che esercitava un nuovo dominio da Bruxelles". Influenzò Daniel Hannan, che nel 1990 fondò la Campagna di Oxford per la Gran Bretagna indipendente. "Con il senno di poi, alcuni vedono questo come l'inizio della campagna per la Brexit", scrisse in seguito il Financial Times. Nel 1994, James Goldsmith formò il Partito Referendario per contestare le elezioni generali del 1997 su una piattaforma per fornire un referendum sulla natura delle relazioni del Regno Unito con il resto dell'UE. Il partito ha schierato candidati in 547 collegi elettorali a quelle elezioni e ha ottenuto 810 860 voti, il 2,6% del totale dei voti espressi ma non riuscì a vincere un seggio parlamentare perché il voto è stato diffuso in tutto il paese. Il Partito Referendario si sciolse dopo la morte di Goldsmith nel 1997.
Il Partito per l'Indipendenza del Regno Unito (UKIP), un partito politico euro-scettico, è stato formato nel 1993. Ha raggiunto il terzo posto nel Regno Unito durante le elezioni europee del 2004, il secondo posto alle elezioni europee del 2009 e il primo posto alle elezioni europee del 2014, con il 27,5% del voto totale. Questa era la prima volta dalle elezioni generali del 1910 che qualsiasi partito diverso dai laburisti o dai conservatori aveva preso la maggior parte dei voti nelle elezioni nazionali. Il successo elettorale dell'UKIP nelle elezioni europee del 2014 è documentato come il più forte correlato del sostegno alla campagna per i congedi nel referendum del 2016.
L'UKIP ha vinto due elezioni suppletive (innescate da una mancanza di parlamentari conservatori) nel 2014; nelle elezioni generali del 2015, il partito ha ottenuto il 12,6% del voto totale e ha detenuto uno dei due seggi vinti nel 2014.

### Sondaggi d'opinione 1977-2015
Le opinioni sia pro che anti-UE hanno ricevuto il sostegno della maggioranza in tempi diversi dal 1977 al 2015. Nel referendum sulla permanenza alla CE del 1975, due terzi degli elettori britannici favorirono la permanenza alla CE. Nel corso dei decenni di appartenenza al Regno Unito-UE, l'euro-scetticismo esisteva sia a sinistra che a destra della politica britannica.
Secondo un'analisi statistica pubblicata nell'aprile 2016 dal professor John Curtice dell'Università di Strathclyde, i sondaggi hanno mostrato un aumento dell'euro-scetticismo (definito come un desiderio di recidere o ridurre i poteri dell'UE) dal 38% nel 1993 al 65% nel 2015. Un'indagine BSA per il periodo luglio-novembre 2015 ha mostrato che il 60% sosteneva l'opzione di continuare ad essere un membro mentre il 30% sosteneva il ritiro.

## Referendum e negoziati di recesso

### Negoziati per la riforma dell'adesione e indizione del referendum
Nel 2012, il primo ministro David Cameron aveva inizialmente respinto le richieste di referendum sulla permanenza all'Ue del Regno Unito ma ha poi suggerito la possibilità di un referendum futuro per approvare la sua proposta rinegoziazione delle relazioni della Gran Bretagna con il resto dell'UE. Secondo la BBC, "Il primo ministro ha riconosciuto la necessità di garantire che la posizione [rinegoziata] del Regno Unito all'interno [dell'UE] avesse "il pieno sostegno del popolo britannico", ma dovevano mostrare "pazienza tattica e strategica". Il 23 gennaio 2013, sotto la pressione di molti dei suoi parlamentari e dell'ascesa del Partito per l'Indipendenza del Regno Unito, Cameron ha annunciato nel suo discorso di Bloomberg che un governo conservatore avrebbe tenuto un referendum in entrata o in uscita sulla permanenza all'UE prima della fine del 2017, su un rinegoziato pacchetto, se eletto alle Elezioni generali nel Regno Unito del 2015. Ciò è stato incluso nel manifesto del Partito Conservatore per le elezioni.
Il Partito Conservatore ha vinto le elezioni a maggioranza. Poco dopo, l'Atto del referendum dell'Unione europea del 2015 è stato introdotto in Parlamento per consentire il referendum. Cameron preferiva restare in una UE riformata e ha cercato di rinegoziare quattro punti chiave: protezione del mercato unico per i paesi non appartenenti all'area dell'euro, riduzione della "burocrazia", esenzione della Gran Bretagna da "unione sempre più stretta" e limitazione dell'immigrazione dal resto dell'UE.
Nel dicembre 2015, i sondaggi di opinione hanno mostrato una netta maggioranza a favore della permanenza nell'UE; hanno anche mostrato che il sostegno sarebbe calato se Cameron non avesse negoziato garanzie adeguate per gli stati membri non appartenenti all'area dell'euro e restrizioni sui benefici per i cittadini non britannici dell'UE.
David Cameron, capo del Partito conservatore e primo ministro, negoziò nel febbraio 2016 un nuovo accordo con Bruxelles; tuttavia, per avere maggior margine di manovra nelle trattative e di fronte a un partito diviso sul fronte europeo, scelse di chiamare gli elettori britannici a un referendum non vincolante sulla permanenza nell'Unione: la sua idea era mostrare a Bruxelles e ai partner europei la concretezza dell'opzione di uscita del Regno Unito dall'Unione, per renderli più malleabili nella trattativa in corso. Egli stesso si pose comunque contro l'uscita, che non era un suo obiettivo politico.
Sono stati concordati alcuni limiti ai benefici sul lavoro per i nuovi immigrati dell'UE, ma prima di poter essere applicati, uno stato membro come il Regno Unito dovrebbe ottenere l'autorizzazione dalla Commissione europea e quindi dal Consiglio europeo, che è composto dai capi del governo di ogni stato membro.
In un discorso alla Camera dei Comuni del 22 febbraio 2016, Cameron ha annunciato una data referendaria del 23 giugno 2016 e ha commentato l'accordo di rinegoziazione. Ha parlato dell'intenzione di innescare il processo dell'articolo 50 immediatamente dopo il voto di congedo e del "periodo di due anni per negoziare le modalità d'uscita".
Dopo che la formulazione originale della domanda di referendum è stata contestata, il governo ha accettato di cambiare la domanda di referendum ufficiale in "Il Regno Unito dovrebbe rimanere un membro dell'Unione europea o lasciare l'Unione europea?".
Si formarono, così, due fronti che hanno dato inizio al referendum: da un lato vi era il fronte del cosiddetto Remain ("Rimanere"), per la permanenza nell'Unione, formato dalla metà dei conservatori guidati da Cameron, dai laburisti (con più o meno convinzione), dai liberaldemocratici, dai Verdi d'Inghilterra e Galles e dal Partito nazionalista scozzese; a questo fronte si contrapponeva lo schieramento del Leave ("Lasciare"), favorevole all'uscita dall'UE, capeggiato da Boris Johnson, appartenente allo stesso Partito Conservatore, e dal Partito per l'Indipendenza del Regno Unito (UKIP) di Nigel Farage. La campagna elettorale, combattuta con toni veementi, è stata gravemente segnata da un fatto di sangue una settimana prima del voto: l'assassinio, da parte di un fanatico, della deputata laburista Jo Cox, fermamente schierata per il Remain. Tale evento ha poi portato entrambi gli schieramenti a sospendere, per qualche giorno, alcune loro iniziative in segno di rispetto.

### Esito del referendum ed eventi successivi

Giallo = Remain; blu = Leave

Il referendum sulla permanenza del Regno Unito nell'Unione europea si è svolto il 23 giugno 2016 nel Regno Unito e a Gibilterra e ha visto un risultato a sorpresa, con i favorevoli all'uscita dall'UE attestati sul 51,9%, contro il 48,1% degli elettori che ha votato per la permanenza. Dopo che il risultato è stato dichiarato, Cameron ha annunciato che si sarebbe dimesso entro ottobre. Si è dimesso il 13 luglio 2016. 
Il voto ha aperto anche problemi politici, considerato, per esempio, che in Scozia (dove, due anni prima, il referendum sull'indipendenza aveva visto prevalere i "no" anche per l'incognita di un'uscita dall'Unione europea a seguito della scissione) gli elettori hanno votato a grande maggioranza a favore della permanenza.
La chiamata alle urne degli elettori britannici aveva la natura di un referendum consultivo e non vincolante: per l'espressione effettiva della volontà politica di uscire dall'Unione è stato necessario un passaggio parlamentare per l'approvazione di una specifica legge con cui avviare l'applicazione dell'articolo 50 e il conseguente negoziato. Su questo tema, l'imprenditrice e filantropa Gina Miller ha sollevato un'obiezione presso la Corte Suprema secondo cui la decisione sull'uscita può essere decisa solo dal Parlamento (come era stato il Parlamento a ratificare l'ingresso), e da esso quindi anche revocata. La Corte suprema del Regno Unito si è espressa il 24 gennaio 2017, affermando che il Parlamento deve essere consultato prima di procedere all'attivazione dell'articolo 50; ha definito invece che non devono essere coinvolte le assemblee devolute delle nazioni costitutive.
La notifica dell'attivazione della procedura di uscita è avvenuta, pertanto, il 29 marzo 2017, a seguito dell'approvazione da parte del Parlamento del Regno Unito di una legge nota come European Union (Notification of Withdrawal) Act 2017 che ha ricevuto il royal assent il 16 marzo precedente. L'atto del parlamento ha autorizzato il primo ministro Theresa May a presentare la lettera di notifica al presidente del Consiglio europeo.
Il 5 aprile 2017 il Parlamento europeo ha votato a larga maggioranza una risoluzione che delimita il perimetro entro il quale dovrà realizzarsi il negoziato d'uscita.
Il processo ha conosciuto una pausa dovuta alle elezioni anticipate nel Regno Unito, indette dal governo in carica nella speranza, rilevatasi poi vana, di rafforzare la propria posizione negoziale grazie a una più solida base di consenso interno. Espletato quest'ultimo passaggio per le urne, i negoziati hanno potuto avere inizio a Bruxelles il 19 giugno 2017, alla presenza del capo negoziatore dell'Unione europea, Michel Barnier, e del Segretario di Stato per l'uscita dall'Unione europea, membro del governo britannico, David Davis.

### Dati demografici e tendenze degli elettori
Uno studio del 2017 pubblicato su Economic Policy ha mostrato che l'ideologia di lasciare l'UE tendeva ad essere maggiore nelle aree con redditi più bassi e alta disoccupazione, una forte tradizione di occupazione manifatturiera e in cui la popolazione aveva meno qualifiche. Inoltre, tendeva ad essere maggiore laddove vi era un grande flusso di migranti dell'Europa orientale (principalmente lavoratori scarsamente qualificati) verso aree con una grande percentuale di lavoratori autoctoni poco qualificati. Quelli con un livello sociale inferiore (in particolare la "classe operaia") avevano maggiori probabilità di votare per il Leave, mentre quelli con un livello sociale superiore (in particolare il "ceto medio-alto") avevano più probabilità di votare il Remain. Gli studi hanno scoperto che il voto di uscita tendeva ad essere più elevato nelle aree colpite dal declino economico, con alti tassi di suicidi e morti per droga, riforme di austerità introdotte nel 2010.
Gli studi suggeriscono che le persone anziane avevano più probabilità a votare per l'uscita mentre i giovani di votare per rimanere. Secondo Thomas Sampson, economista della London School of Economics and Political Science, "gli elettori più anziani e meno istruiti avevano maggiori probabilità di votare "per l'addio". [...] La maggioranza degli elettori caucasici voleva andarsene, ma solo il 33% degli elettori asiatici e il 27% degli elettori neri ha votato di lasciare l'UE. Non vi è stata alcuna divisione di genere nel voto. [...] Lasciare l'Unione europea ha ricevuto sostegno da tutto lo spettro politico. [...] Votare per lasciare l'Unione europea è stato fortemente associato a mantenere convinzioni politiche socialmente conservatrici, a contrastare il cosmopolitismo e pensare che la vita in Gran Bretagna stia peggiorando".
I sondaggi di opinione hanno scoperto che gli elettori del Leave credevano che lasciare l'UE fosse "più propenso a creare un migliore sistema di immigrazione, migliori controlli alle frontiere, un sistema di welfare più equo, una migliore qualità della vita e la capacità di controllare le nostre leggi", mentre gli elettori rimanenti hanno creduto la permanenza all'UE "sarebbe migliore per l'economia, gli investimenti internazionali e l'influenza del Regno Unito nel mondo". I sondaggi hanno scoperto che i motivi principali per cui le persone hanno votato Leave sono "il principio secondo cui le decisioni sul Regno Unito dovrebbero essere prese nel Regno Unito" e che lasciare "ha offerto la migliore possibilità al Regno Unito di riprendere il controllo dell'immigrazione e dei suoi confini". Il motivo principale per cui la gente ha votato è che "i rischi di votare per lasciare l'UE sembravano troppo grandi quando si trattava di cose come l'economia, l'occupazione e i prezzi".

### Il "voto significativo" della Camera dei Comuni
L'articolo 13 dello European Union (Withdrawal) Act 2018 ha previsto che, prima di varare le misure per il ritiro britannico dall'Unione, il Governo britannico sottoponga ad un meaningful vote del Parlamento sia l'Accordo che dovesse raggiungere con l'Unione europea ai sensi dell'articolo 50 del Trattato, sia la dichiarazione politica sulle future relazioni tra Regno Unito ed UE.
Tale procedura ha, dagli inizi del 2019, portato all'esame parlamentare l'ipotesi di accordo stipulata dal governo di Theresa May con Jean-Claude Juncker e Donald Tusk, ma per due volte essa è stata bocciata dalla Camera dei Comuni: pertanto, "il Regno Unito ha ottenuto un'estensione della data di uscita, inizialmente prevista per il 29 marzo, fino al 22 maggio se riesce a ratificare un accordo; altrimenti, il Paese lascerà l'Ue il 12 aprile senza un'intesa, a meno che non offra un'opzione alternativa".

## L'uscita dall'Unione europea
Dopo un complesso iter di approvazione dell'accordo di recesso, che ha causato anche la caduta del governo di Theresa May, la formazione di un nuovo esecutivo guidato da Boris Johnson e le elezioni anticipate, il 23 gennaio 2020 la regina Elisabetta II ha firmato l'atto di ratifica dell'accordo, che è così divenuto legge. Successivamente i presidenti della Commissione europea e del Consiglio europeo, Ursula von der Leyen e Charles Michel, hanno firmato l'accordo sulla Brexit, avviando così l'iter di ratifica da parte dell'Unione europea.
Il 29 gennaio il Parlamento europeo ha approvato i termini stabiliti dall'accordo di recesso del Regno Unito con 621 voti favorevoli, 49 contrari e 13 astenuti; il giorno seguente anche il Consiglio dell'Unione europea tramite procedura scritta ha dato il suo assenso all'accordo di recesso del Regno Unito, completando il processo di approvazione da parte dell'Unione.
Il 31 gennaio 2020, dalle ore 24:00 CET (ore 23:00 GMT) il Regno Unito ha cessato ufficialmente di essere uno Stato membro dell'Unione europea. Da quel momento è iniziato il periodo di transizione che si è concluso alla fine del 2020.
Il 24 dicembre 2020 Unione europea e Regno Unito hanno firmato un accordo di commercio e cooperazione entrato in vigore in maniera provvisoria il 1º gennaio 2021, alla fine del periodo di transizione.

## Cronologia
| Data              | Avvenimento |
| ----------------- | --- |
| 17 dicembre 2015  | Lo European Union Referendum Act 2015, legge che stabilisce di tenere un referendum consultivo sulla permanenza del Regno Unito nell'Unione europea, riceve il royal assent ed entra in vigore. |
| 23 giugno 2016    | Referendum sulla permanenza del Regno Unito nell'Unione europea: il 51,89% dei cittadini britannici vota a favore dell'uscita. |
| 25 giugno 2016    | Didier Seeuws è incaricato di gestire la Task Force sul Regno Unito all'interno del Segretariato generale del Consiglio dell'Unione europea. |
| 13 luglio 2016    | David Davis è nominato Segretario di Stato per l'uscita dall'Unione europea, Boris Johnson diventa Segretario di Stato per gli affari esteri e del Commonwealth. |
| 21 luglio 2016    | Il Regno Unito comunica che, visti i risultati del referendum, non intende occupare la presidenza di turno del Consiglio dell'Unione europea che gli spetterebbe nella seconda metà del 2017. |
| 27 luglio 2016    | Nomina di Michel Barnier come capo negoziatore dell'Unione europea nella trattativa sulla Brexit. |
| 8 settembre 2016  | Guy Verhofstadt è nominato dal Parlamento europeo per condurre i negoziati sulla Brexit che coinvolgono il Parlamento. |
| 24 gennaio 2017   | La Corte suprema del Regno Unito stabilisce che il Parlamento deve essere consultato prima di procedere all'attivazione dell'articolo 50; definisce invece che non devono essere coinvolte le assemblee devolute delle nazioni costitutive. |
| 26 gennaio 2017   | Il governo britannico presenta la European Union (Notification of Withdrawal) Bill alla Camera dei comuni. |
| 8 febbraio 2017   | La European Union (Notification of Withdrawal) Bill riceve la prima approvazione alla Camera dei comuni. |
| 7 marzo 2017      | La European Union (Notification of Withdrawal) Bill riceve l'approvazione della Camera dei lord con due emendamenti. |
| 13 marzo 2017     | La European Union (Notification of Withdrawal) Bill riceve l'approvazione definitiva, senza gli emendamenti proposti dai lord, dalla Camera dei comuni. |
| 16 marzo 2017     | La European Union (Notification of Withdrawal) Bill riceve il royal assent ed entra in vigore. |
| 29 marzo 2017     | L'ambasciatore del Regno Unito presso l'Unione europea consegna ufficialmente la lettera del primo ministro Theresa May al presidente del Consiglio europeo Donald Tusk, dando così l'avvio alla procedura di cui all'articolo 50. |
| 29 aprile 2017    | Il Consiglio europeo, nel formato UE a 27 (senza il Regno Unito), ha adottato gli orientamenti per i negoziati sulla Brexit. |
| 19 giugno 2017    | Prima sessione dei negoziati d'uscita a Bruxelles. |
| 2 luglio 2017     | Il governo britannico annuncia l'abbandono della convenzione sulla pesca del 1964. |
| 12 settembre 2017 | La Camera dei comuni approva il Great Repeal Bill, la legge quadro che assorbe la legislazione europea in quella nazionale e abroga l'European Communities Act del 1972. |
| 23 settembre 2017 | Moody's, a causa della Brexit, declassa il rating dell’affidabilità creditizia del Regno Unito da Aa1 ad Aa2. |
| 10 novembre 2017  | La prima ministra britannica Theresa May propone l'uscita del Regno Unito dall'Unione europea per le ore 23:00 locali del 29 marzo 2019. |
| 8 dicembre 2017   | La prima ministra britannica Theresa May concorda con l'Unione europea che il Regno Unito aderirà alle quattro libertà richieste per poter partecipare al mercato unico europeo anche dopo il 29 marzo 2019, finché non troverà una soluzione per poter controllare il flusso di merci e persone da e verso l'Irlanda, senza implementare controlli di frontiera. |
| 19 marzo 2018     | Viene raggiunto un accordo di massima sul "periodo di transizione" in cui, al termine dei negoziati sulla Brexit fissato entro il 29 marzo 2019, tutto resterà invariato fino al 31 dicembre 2020. |
| 23 marzo 2018     | Il Consiglio europeo adotta gli orientamenti comuni sulle relazioni future col Regno Unito dopo l'uscita dall'Unione e la fase di transizione. |
| 6 luglio 2018     | Il governo britannico raggiunge un accordo sui principi delle relazioni future con l'Unione europea dopo la Brexit. |
| 8-9 luglio 2018   | A un giorno di distanza l'uno dall'altro, si dimettono il ministro della Brexit David Davis e il ministro degli esteri Boris Johnson, in disaccordo con i principi sulle relazioni future con l'Unione europea adottati dal governo. Vengono nominati al loro posto rispettivamente Dominic Raab e Jeremy Hunt. |
| 13 novembre 2018  | Regno Unito e Unione europea raggiungono un accordo provvisorio sul testo del trattato che regolerà la Brexit. La prima ministra Theresa May convoca per mercoledì 14 novembre una riunione di governo straordinaria per sottoporre l'accordo al giudizio dei suoi ministri. |
| 14 novembre 2018  | Si svolge in riunione straordinaria il consiglio dei ministri convocato in seguito alla bozza d'intesa raggiunta tra Regno Unito e Unione europea. Dopo una riunione durata 5 ore la prima ministra Theresa May annuncia l'approvazione dei ministri al testo concordato il 13 novembre a Bruxelles. Il giorno dopo però il segretario per la Brexit Dominic Raab si dimette perché in dissenso con l'accordo raggiunto; al suo posto viene nominato Stephen Barclay. |
| 25 novembre 2018  | I restanti 27 leader dell'UE radunati a Bruxelles per un Consiglio europeo straordinario approvano la bozza di accordo sulla Brexit. |
| 7 dicembre 2018   | Da un'inchiesta giornalistica riguardante l'accordo sul confine irlandese, il cosiddetto backstop, emerge che l'Irlanda del Nord potrebbe rimanere nell'unione doganale a tempo indeterminato se Unione europea e Regno Unito non dovessero trovare un accordo sul futuro rapporto commerciale. |
| 10 dicembre 2018  | La premier britannica Theresa May prende atto dell'opposizione all'accordo di divorzio dall'UE da parte dei membri del suo stesso partito e degli alleati, gli unionisti nordirlandesi, riguardo alla clausola del backstop e rinvia il voto di ratifica in parlamento, annunciando la partenza per un "tour europeo" che la porterà a incontrare i vertici della Commissione europea e i capi di governo olandese e tedesco per ridefinire alcuni aspetti dell'accordo. |
| 15 gennaio 2019   | La Camera dei Comuni boccia l'accordo raggiunto da Theresa May con 432 voti contrari (202 i voti favorevoli). |
| 29 gennaio 2019   | La Camera dei Comuni approva un nuovo mandato negoziale per il governo per modificare l'accordo con l'Unione europea sulla frontiera irlandese. La sera stessa e il giorno successivo però Donald Tusk, Jean-Claude Juncker e Michel Barnier ribadiscono la linea dell'Unione europea per cui non si può rinegoziare l'accordo già raggiunto. |
| 12-14 marzo 2019  | In tre giorni consecutivi la Camera dei Comuni è chiamata ad esprimersi su tre mozioni presentate dal governo sull'uscita dall'Unione europea. La prima, che riproponeva l'accordo negoziato con l'Unione, leggermente modificato per quanto riguarda la clausola sulla frontiera irlandese, è stata respinta nella sera del 12 marzo con 391 contrari e 242 favorevoli. Il 13 marzo il parlamento si è espresso sull'eventualità di un'uscita dall'Unione senza accordo nel giorno fissato del 29 marzo; con 312 voti favorevoli contro 308, la Camera dei Comuni ha approvato l'emendamento che dovrebbe escludere questa possibilità. Infine il 14 marzo la Camera dei Comuni ha approvato un emendamento (412 voti a favore, 210 contrari) che prevede un rinvio della data di uscita del Regno Unito dall'Unione oltre il 29 marzo per avere più tempo di prepararsi all'uscita, una volta che sia stato approvato un accordo con l'Unione. Qualora l'accordo fosse raggiunto col voto del parlamento britannico previsto per il 20 marzo, l'estensione della permanenza nell'Unione dovrebbe durare fino al 30 giugno, così da evitare di chiamare i cittadini britannici a votare per le elezioni europee previste per maggio; in caso contrario il governo di Theresa May dovrà chiedere un rinvio più lungo per ricominciare il negoziato sui termini della separazione. In ogni caso, la dilazione dovrà essere approvata dal Consiglio europeo all'unanimità. |
| 18 marzo 2019     | Il presidente della camera John Bercow ha vietato al governo di ripresentare al vaglio del parlamento lo stesso accordo già bocciato due volte, il 15 gennaio e il 12 marzo, dai deputati. |
| 21 marzo 2019     | In risposta a una lettera della prima ministra Theresa May del giorno precedente che chiedeva un rinvio della data dell'uscita del Regno Unito dall'Unione europea al 30 giugno 2019, il Consiglio europeo ha offerto una proroga fino al 22 maggio 2019, a condizione che il Parlamento britannico approvi l'accordo di recesso entro la settimana successiva al vertice. In caso contrario, i leader dell'UE acconsentono a rinviare la Brexit al 12 aprile 2019 in attesa di un percorso da seguire indicato dal Regno Unito. |
| 29 marzo 2019     | La Camera dei Comuni boccia per la terza volta l'accordo raggiunto da Theresa May con 344 voti contrari e 286 voti favorevoli. Con questo voto l'uscita senza accordo è prevista per il 12 aprile 2019. |
| 2 aprile 2019     | Per evitare lo scenario del No Deal, Il Consiglio Europeo, d'intesa con la prima ministra Theresa May, concede un altro rinvio della Brexit fino al 31 ottobre 2019, o fino al primo giorno del mese successivo a quello in cui sia eventualmente approvato l'accordo di revoca. Il Regno Unito dovrà tenere le elezioni del Parlamento Europeo nel maggio 2019; in caso contrario, uscirebbe dall'Unione europea il 1 ° giugno 2019. La prima ministra Theresa May apre al dialogo con i Laburisti di Jeremy Corbyn. |
| 23 maggio 2019    | Si svolgono le elezioni europee. |
| 24 maggio 2019    | Theresa May annuncia le sue dimissioni da leader del Partito Conservatore, per non essere riuscita a portare a compimento l'uscita del Regno Unito dall'Unione Europea. |
| 7 giugno 2019     | Theresa May lascia la carica di leader del Partito Conservatore, rimanendo in carica come Primo Ministro fino all'individuazione del suo successore. |
| 23 luglio 2019    | Boris Johnson viene eletto dagli iscritti nuovo leader del Partito Conservatore con il 66,1% dei voti. |
| 24 luglio 2019    | La regina Elisabetta II accetta le dimissioni di Theresa May e nomina Boris Johnson nuovo Primo Ministro del Regno Unito. |
| 28 agosto 2019    | Boris Johnson annuncia l'intenzione di concludere la sessione del Parlamento in settembre, per impedire che i deputati possano ostacolare il percorso di uscita dall'Unione prevista per il 31 ottobre. La regina approva la proposta del primo ministro durante una riunione del Consiglio privato a Balmoral. |
| 4 settembre 2019  | Nella Camera dei Comuni si svolge una seduta d'emergenza nella quale viene approvata una mozione che impedisce al governo di gestire l'uscita dall'Unione europea senza l'approvazione del Parlamento sia di un nuovo accordo di recesso sia dell'uscita senza accordo. Nello stesso giorno viene respinta anche la mozione di Johnson di sciogliere il Parlamento per indire elezioni anticipate. |
| 24 settembre 2019 | La Corte suprema del Regno Unito stabilisce che la decisione di Boris Johnson di chiedere alla regina di prorogare il Parlamento è illegale e quindi tale atto è annullato e non ha più effetto. |
| 2 ottobre 2019    | Il governo pubblica un libro bianco che delinea un nuovo piano per sostituire il Backstop irlandese, che comprende un allineamento normativo per tutta l'isola d'Irlanda ma conserva un confine doganale tra la Repubblica d'Irlanda e l'Irlanda del Nord. |
| 14 ottobre 2019   | Nel discorso per l'apertura del Parlamento la regina sottolinea che l'uscita del Regno Unito dall'Unione europea entro il 31 ottobre è una priorità per il suo governo. |
| 17 ottobre 2019   | Il Regno Unito e la Commissione europea raggiungono un'intesa su un accordo di recesso modificato che contiene un nuovo protocollo sull'Irlanda del Nord. Il Consiglio europeo dichiara di sostenere l'accordo. |
| 19 ottobre 2019   | La Camera dei Comuni si riunisce in seduta straordinaria di sabato per votare l'accordo concordato da Boris Johnson con la Commissione europea ma un emendamento rimanda la votazione a dopo l’approvazione del pacchetto di leggi (Withdrawal Agreement Bill) relativo all’attuazione dell’accordo stesso. Lo stesso giorno Johnson invia due lettere al presidente del Consiglio europeo Donald Tusk. La prima, non firmata, chiede la proroga dell'uscita del Regno Unito dall'Unione al 31 gennaio 2020, in ossequio alle mozioni parlamentari; la seconda, sottoscritta da tutti i membri del governo, spiega come il governo intenda mantenere la data del 31 ottobre 2019 per il recesso. |
| 21 ottobre 2019   | Il presidente della Camera, John Bercow, respinge la richiesta del governo di tenere un nuovo voto sull'accordo di recesso, poiché non può essere sottoposta di nuovo al voto una mozione "sostanzialmente" uguale a un'altra già presentata e discussa nel corso della stessa sessione parlamentare. Lo stesso giorno il governo presenta alla Camera dei Comuni l'European Union (Withdrawal Agreement) Bill 2019–20. |
| 28 ottobre 2019   | L'Unione europea chiede al Regno Unito la nomina di un Commissario europeo per la Commissione von der Leyen I in seguito al prolungamento delle procedure di uscita dall'unione. |
| 29 ottobre 2019   | La Camera dei Comuni approva in via definitiva la richiesta alla regina di elezioni anticipate. |
| 31 ottobre 2019   | Lo speaker della Camera John Bercow rassegna le dimissioni. La regina Elisabetta II scioglie la Camera dei Comuni e convoca nuove elezioni, da tenersi il 12 dicembre 2019. |
| 4 novembre 2019   | Lindsay Hoyle viene eletto nuovo speaker della Camera dei Comuni. Lo speaker uscente John Bercow è nominato Amministratore ed Intendente del Maniero di Northstead e cessa dalla carica di parlamentare. |
| 6 novembre 2019   | Il Primo ministro Boris Johnson avvia la campagna elettorale del Partito Conservatore per le elezioni del 12 dicembre. |
| 12 novembre 2019  | Il Regno Unito fa sapere che nominerà un commissario europeo come richiesto dal Presidente eletto della Commissione europea Ursula von der Leyen e dal Consiglio europeo al momento del prolungamento della permanenza in Unione europea. |
| 14 novembre 2019  | Il governo britannico precisa che nominerà un commissario europeo solo dopo lo svolgimento delle elezioni del 12 dicembre, mettendo così in difficoltà l'avvio della Commissione von der Leyen I. |
| 16 novembre 2019  | La Commissione europea apre una procedura di infrazione per il Regno Unito per la mancata nomina di un commissario europeo. |
| 12 dicembre 2019  | Si tengono le elezioni generali. Il Partito Conservatore ottiene la maggioranza assoluta dei seggi, mentre i Laburisti subiscono una grave sconfitta. La clamorosa vittoria dei Conservatori spiana, di fatto, la strada per l'uscita del Regno Unito dall'Unione europea, pianificata per il 31 gennaio 2020. |
| 9 gennaio 2020    | La Camera dei Comuni approva in prima lettura l'accordo presentato dal Primo ministro Boris Johnson, con 330 voti favorevoli e 231 contrari. |
| 21 gennaio 2020   | La Camera dei Lord approva con modificazioni l'accordo di uscita del Primo ministro Johnson. |
| 22 gennaio 2020   | La Camera dei Comuni annulla le modifiche apportate dalla Camera dei Lord all'accordo di uscita e lo approva in seconda lettura nella sua versione originale; qualche ora più tardi la Camera dei Lord approva in via definitiva l'accordo per acclamazione senza apportare ulteriori modificazioni. |
| 23 gennaio 2020   | La regina Elisabetta II firma l'accordo che diventa legge. Dal 1º febbraio 2020 inizierà il periodo di transizione che, salvo proroghe, terminerà il 31/12/2020. |
| 24 gennaio 2020   | I presidenti della Commissione europea e del Consiglio europeo, Ursula von der Leyen e Charles Michel, firmano l'accordo sulla Brexit, avviando così l'iter di ratifica da parte dell'UE. |
| 29 gennaio 2020   | Il Parlamento europeo approva i termini stabiliti dall'accordo di recesso del Regno Unito con 621 voti favorevoli e 49 contrari. |
| 30 gennaio 2020   | Il Consiglio dell'Unione europea tramite procedura scritta ha approvato l'accordo di recesso del Regno Unito completando il processo di approvazione da parte dell'Unione. |
| 31 gennaio 2020   | Dalle ore 24:00 CET (ore 23:00 GMT) il Regno Unito cessa ufficialmente di essere uno Stato membro dell'Unione europea e dell'Euratom. |